# James Kelly (piłkarz)
James Kelly (ur. 25 stycznia 1865 w Renton, zm. 20 lutego 1932 w Blantyre) – szkocki piłkarz występujący na pozycji obrońcy.
Z zespołem Renton dwukrotnie zdobył Puchar Szkocji (1885, 1888). Osiągnięcie to powtórzył z Celtikiem w 1892 roku, z którym wywalczył także trzy mistrzostwa Szkocji (1893, 1894, 1896). Jako zawodnik Celtiku rozegrał 103 spotkania w Scottish Division One.
W reprezentacji Szkocji zadebiutował 17 marca 1888 roku w przegranym 0:5 meczu British Home Championship przeciwko Anglii. Swojego jedynego gola w kadrze strzelił 25 marca 1893 roku w wygranym 6:1 meczu tego samego turnieju przeciwko Irlandii. W drużynie narodowej rozegrał osiem spotkań, z czego w czterech pełnił funkcję kapitana.